# Szabrí Dzsábálla
Sabri Jaballah (1973. június 28. –) tunéziai labdarúgóhátvéd.